# Lampranthus proximus
Lampranthus proximus är en isörtsväxtart som beskrevs av L. Bol. Lampranthus proximus ingår i släktet Lampranthus och familjen isörtsväxter. Inga underarter finns listade i Catalogue of Life.